# Бауманис, Артур
Артур Бауманис (латыш. Artūrs Baumanis; 4 января 1867, Рига — 6 августа 1904, там же) — латышский художник — живописец, график.

## Биография
Артурс Бауманис родился 4 января 1867 года в семье первого академически образованного латышского архитектора Яниса-Фридриха Бауманиса.
В 1885—1892 годах учился в Санкт-Петербургской Академии художеств, где специализировался на исторической живописи. Одним из первых в латышской живописи обратился к историческому жанру.
Член художественного объединения «Рукис».
Первая выставка работ состоялась в 1889 году.
После смерти отца в 1892 году он бросил учебу.
Артур страдал туберкулезом и скончался 6 августа 1904 года.

## Известные работы

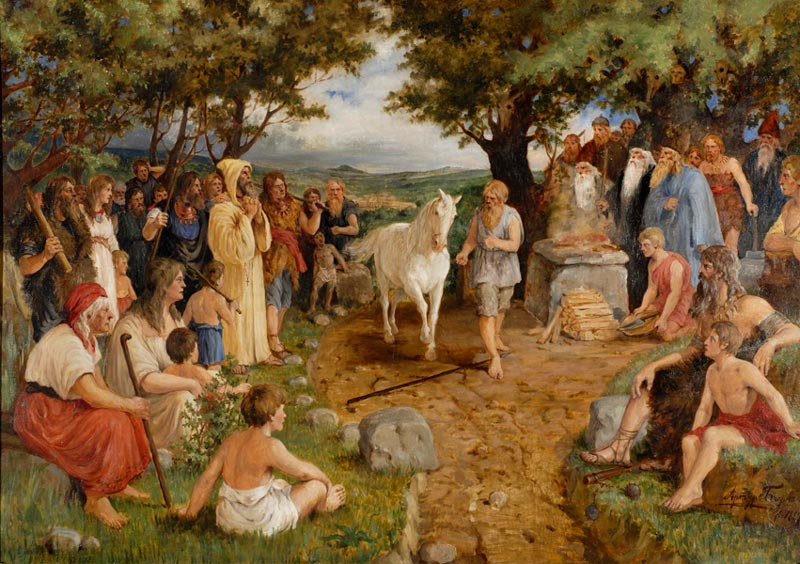
«Конь судьбы» — полотно, посвящённое испытанию Теодориха (1887)
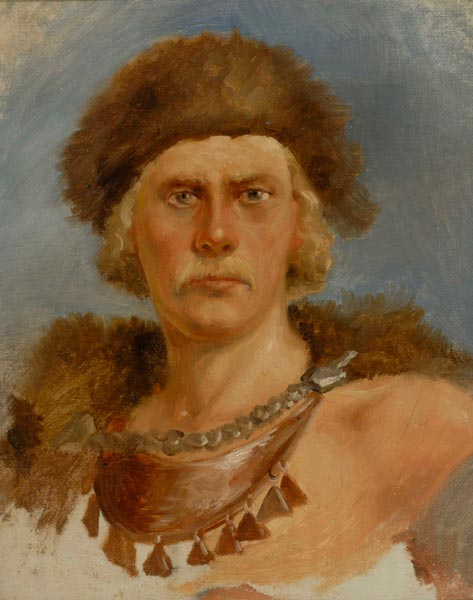
Молодой ливский воин (1889)